# Serre-livre
Un serre-livre, ou serre-livres, est un objet servant à caler une rangée de livres. Il se place à l’une ou aux deux extrémités, afin de maintenir les livres en position verticale. Il s’agit d’un objet à la fois utilitaire et décoratif.
Un serre-livre peut être fait en divers matériaux : bronze, marbre, bois ou encore en géode.

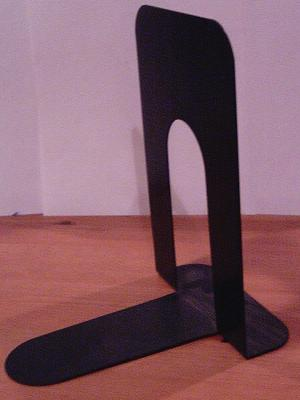
Un serre-livre en métal noir.
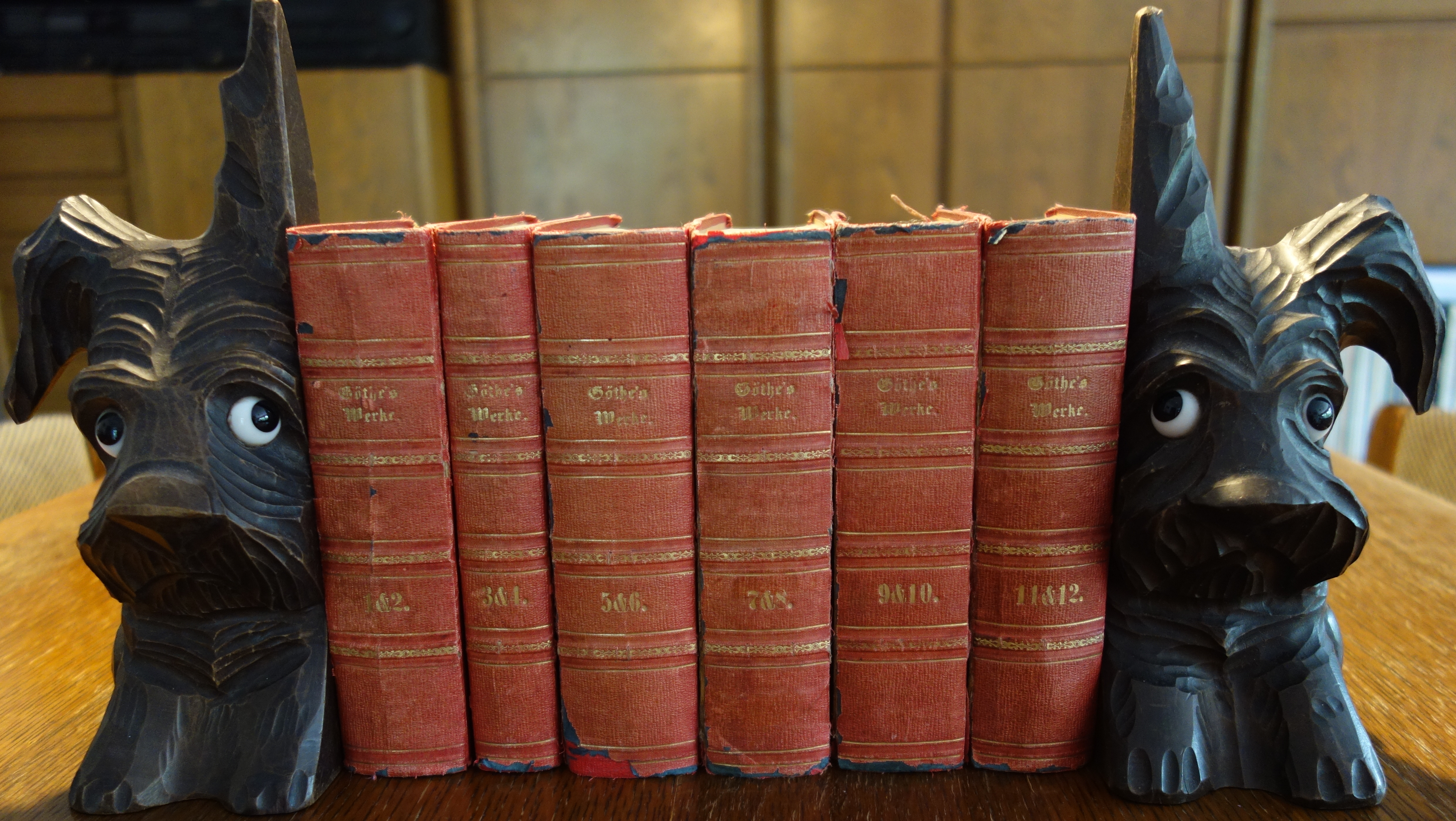
Paire de serre-livres sculptés à la main représentant deux chiens (vers 1910)..
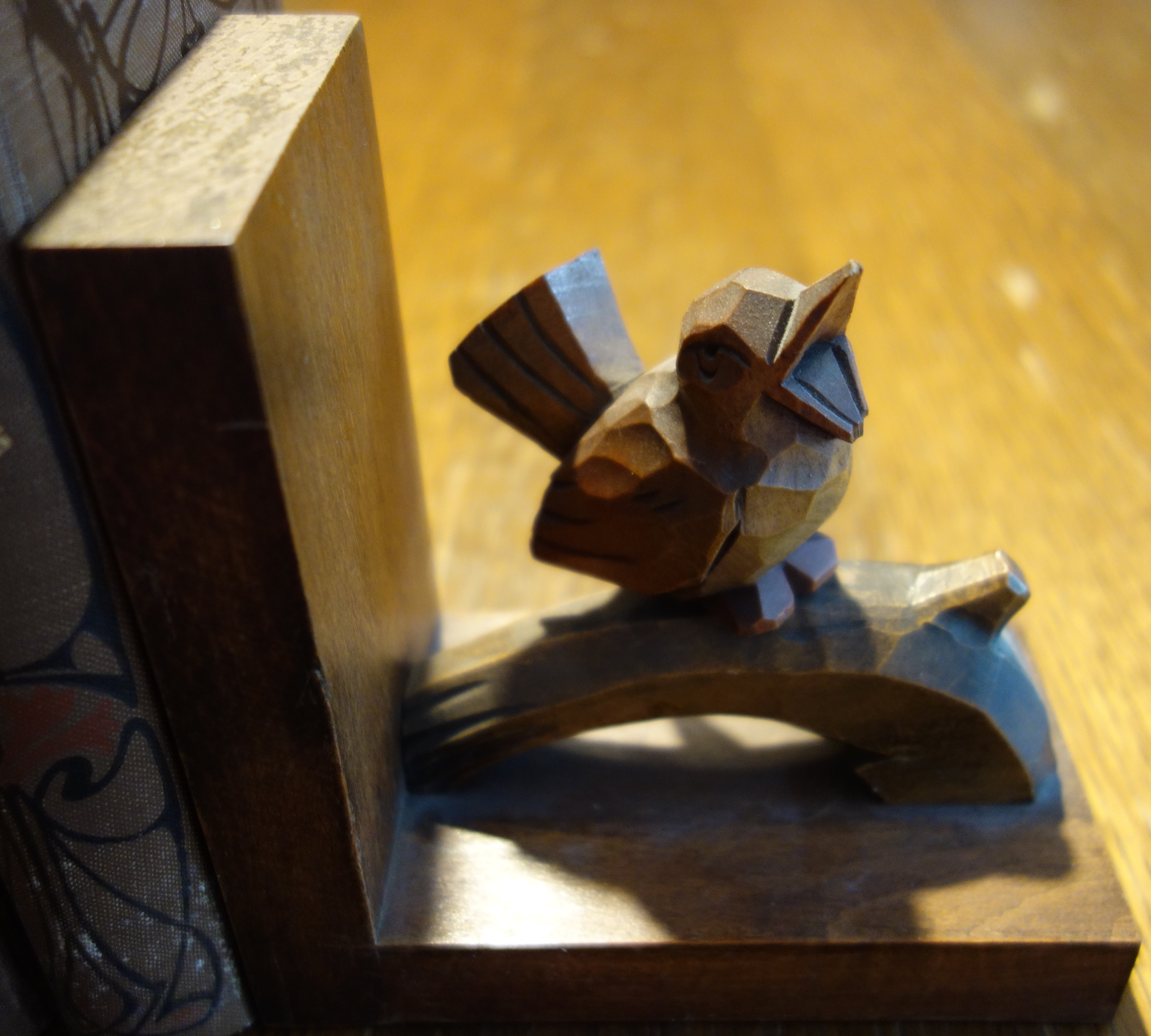
Serre-livres sculpté à la main avec un oiseau (vers 1930).
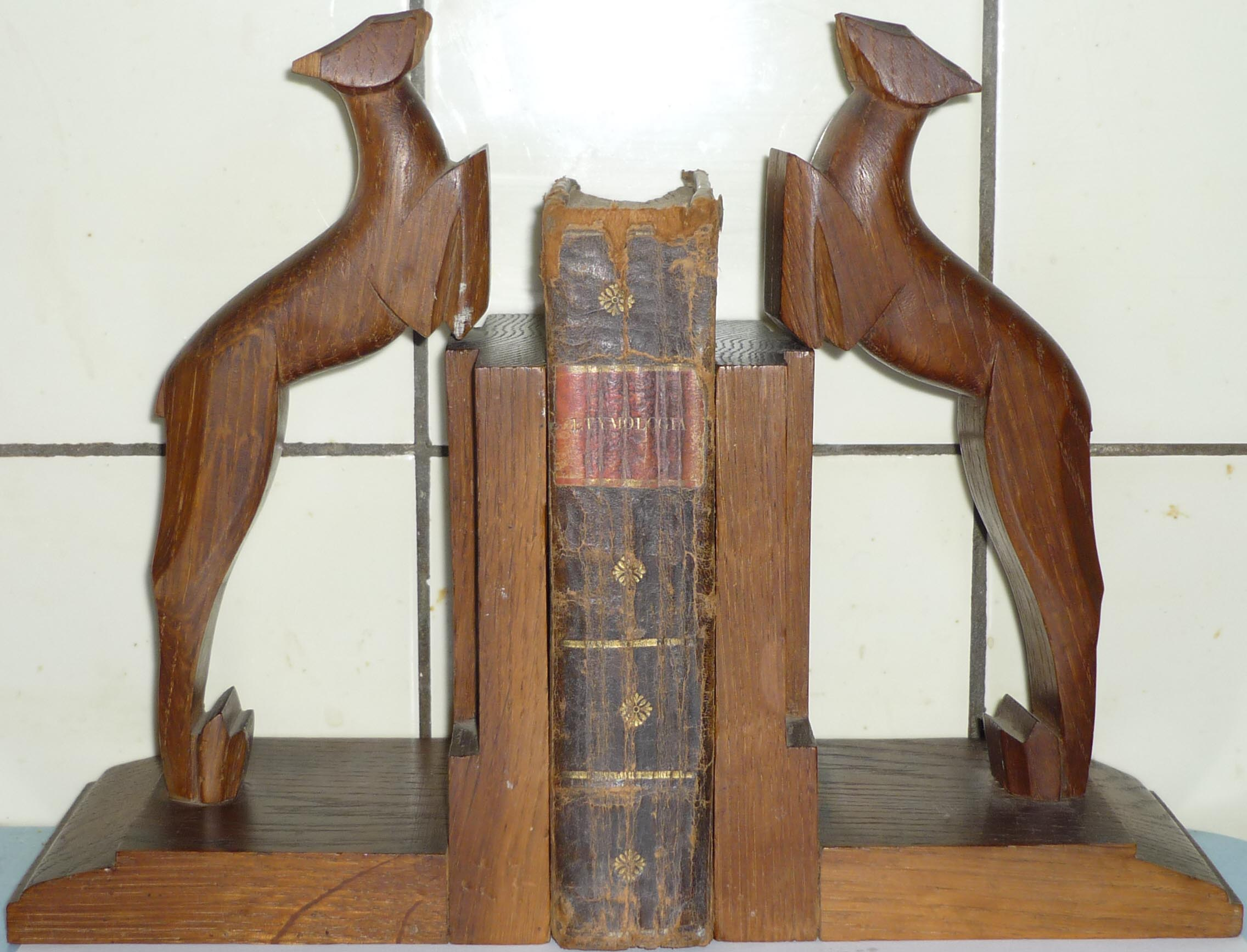
Serre-livre Art déco par le sculpteur René van Dievoet, 1934.
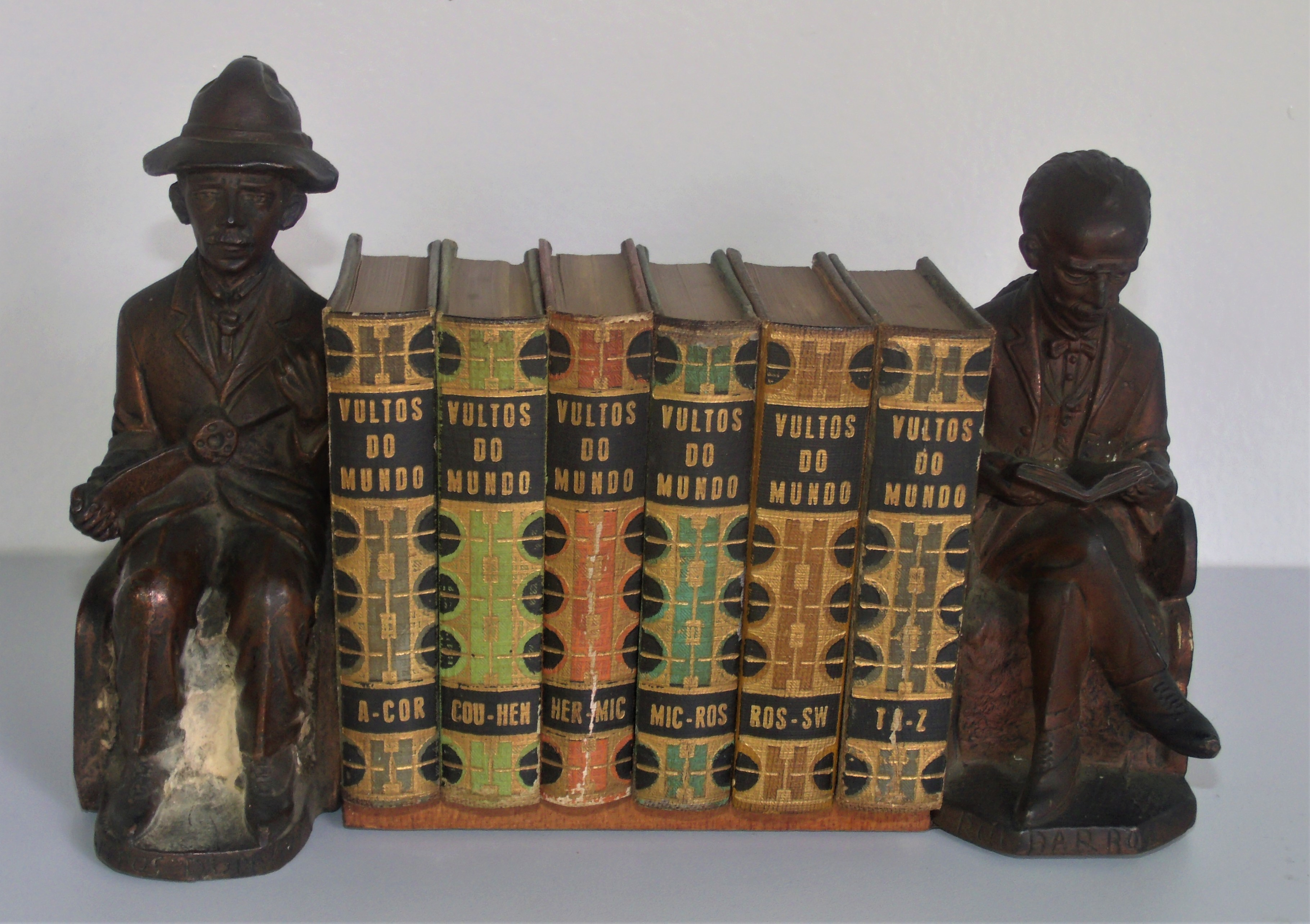
Serre-livre Santos Dumont, Rui Barbosa.